# آرلاندرفین
آرلاندروین (به لاتین: Aarlanderveen) یک سکونتگاه مسکونی در هلند با جمعیت about۱٬۲۰۰ نفر است که در آلفن آن درین واقع شده‌است.